# Nati nel 1992/Luglio
| Questa pagina contiene informazioni ricavate automaticamente dalle voci biografiche con l'ausilio del template Bio e di un bot. L'aggiornamento è periodico e automatico e ricostruisce completamente la pagina. Se manca una persona in questa lista, sei pregato di non aggiungerla, ma accertati piuttosto che la sua voce biografica contenga il template Bio e che i dati anagrafici siano correttamente compilati. Se il template Bio manca, inseriscilo tu stesso o, in alternativa, metti l'avviso {{tmp\|Bio}} che ne segnala la mancanza. Se i dati riportati sono sbagliati, correggi direttamente la voce biografica; le modifiche saranno visibili in questa lista entro pochi giorni. Per chiarimenti vedi il progetto biografie. La lista contiene solo le 505 persone che sono citate nell'enciclopedia e per le quali è stato implementato correttamente il template Bio. Pagina aggiornata al 18 ago 2025. |

- 1º luglio - Amine Atouchi, calciatore marocchino
- 1º luglio - Patrick Bjorkstrand, hockeista su ghiaccio danese
- 1º luglio - Luis Casanova, calciatore cileno
- 1º luglio - Laurie Davidson, attore britannico
- 1º luglio - Daniel Giraldo, calciatore colombiano
- 1º luglio - Natalie Hagglund, pallavolista statunitense
- 1º luglio - Briauna Jones, bobbista statunitense
- 1º luglio - Konstantin Kerschbaumer, calciatore austriaco
- 1º luglio - Giorgi K'ukhianidze, calciatore georgiano
- 1º luglio - Dmitrij Kulagin, cestista russo
- 1º luglio - Mia Malkova, attrice pornografica statunitense
- 1º luglio - Nic Moore, ex cestista statunitense
- 1º luglio - Kirsten Moore-Towers, pattinatrice artistica su ghiaccio canadese
- 1º luglio - Ivana Mrázová, modella e personaggio televisivo ceca
- 1º luglio - Shkëlzen Ruçi, calciatore albanese
- 1º luglio - Serenay Sarıkaya, attrice e modella turca
- 1º luglio - Roderick Townsend, atleta paralimpico statunitense
- 1º luglio - Ásgeir Trausti, cantautore islandese
- 1º luglio - Lise Van Hecke, pallavolista belga
- 1º luglio - Hannah Whelan, ex ginnasta inglese
- 2 luglio - Facundo Callejo, calciatore argentino
- 2 luglio - Madison Chock, danzatrice su ghiaccio statunitense
- 2 luglio - Alessandro De Rose, tuffatore italiano
- 2 luglio - Neele Eckhardt, triplista tedesca
- 2 luglio - Epifanio García, calciatore paraguaiano
- 2 luglio - Gus Halper, attore statunitense
- 2 luglio - Leonel Justiniano, calciatore boliviano
- 2 luglio - Yūki Kagawa, calciatore giapponese
- 2 luglio - Khalid Muftah, calciatore qatariota
- 2 luglio - Mike Myers, cestista statunitense
- 2 luglio - Tetsuta Nagashima, pilota motociclistico giapponese
- 2 luglio - Devin Oliver, cestista statunitense
- 2 luglio - Tatjana Pinto, velocista tedesca
- 2 luglio - Calvin Pryor, giocatore di football americano statunitense
- 2 luglio - Abassia Rahmani, atleta paralimpica svizzera
- 2 luglio - Gabriel Sanabria, calciatore argentino
- 2 luglio - Tobias Schneider, bobbista tedesco
- 2 luglio - Tiberiu Serediuc, calciatore rumeno
- 2 luglio - Nana Takagi, pattinatrice di velocità su ghiaccio giapponese
- 2 luglio - Jānis Timma, cestista lettone († 2024)
- 3 luglio - Mario Babić, calciatore croato
- 3 luglio - Robert Baran, lottatore polacco
- 3 luglio - Anthony Collins, cestista statunitense
- 3 luglio - Sebastiano Di Luciano, pallanuotista italiano
- 3 luglio - Crystal Dunn, calciatrice statunitense
- 3 luglio - Petros Giakoumakīs, calciatore greco
- 3 luglio - Norbert Gyömbér, calciatore slovacco
- 3 luglio - Hisayoshi Harasawa, judoka giapponese
- 3 luglio - Maureen Koster, mezzofondista olandese
- 3 luglio - Hysen Memolla, calciatore albanese
- 3 luglio - Nathalia Ramos, attrice spagnola
- 3 luglio - Molly Sandén, cantante, conduttrice televisiva e doppiatrice svedese
- 3 luglio - Sin Hyok, calciatore nordcoreano
- 3 luglio - Maasa Sudō, cantante giapponese
- 3 luglio - Miguel Trauco, calciatore peruviano
- 4 luglio - Basim, cantautore danese
- 4 luglio - Franco126, cantautore e rapper italiano
- 4 luglio - Yuki Bhambri, tennista indiano
- 4 luglio - Coty Clarke, cestista statunitense
- 4 luglio - Jennifer Cross, pallavolista canadese
- 4 luglio - Amir Dervišević, calciatore sloveno
- 4 luglio - Andrew Gutman, calciatore statunitense
- 4 luglio - Eleriin Haas, altista estone
- 4 luglio - Francesca Hayward, ballerina e attrice britannica
- 4 luglio - Antun Marković, calciatore croato
- 4 luglio - Alexis Martín Arias, calciatore argentino
- 4 luglio - John McCarthy, calciatore statunitense
- 4 luglio - Jakub Paur, calciatore slovacco
- 4 luglio - Tomáš Přikryl, calciatore ceco
- 4 luglio - José Antonio Rodríguez Romero, calciatore messicano
- 4 luglio - Ángel Rodrigo Romero, calciatore paraguaiano
- 4 luglio - Óscar David Romero, calciatore paraguaiano
- 4 luglio - Josh Swickard, attore e modello statunitense
- 4 luglio - Iryna Varvynec', biatleta ucraina
- 5 luglio - Max Brick, ex tuffatore inglese
- 5 luglio - Temtsimba Dlamini, principessa swazilandese
- 5 luglio - Jean-Carlos Garcia, calciatore gibilterriano
- 5 luglio - K.T. Harrell, ex cestista statunitense
- 5 luglio - Rafał Janicki, calciatore polacco
- 5 luglio - Ladislav Krejčí, calciatore ceco
- 5 luglio - Lee Young-ho, videogiocatore sudcoreano
- 5 luglio - Lin Li, pallavolista cinese
- 5 luglio - Diego Hermes Martínez, calciatore argentino
- 5 luglio - Alberto Moreno, calciatore spagnolo
- 5 luglio - Charlie Otainao, calciatore e giocatore di calcio a 5 salomonese
- 5 luglio - Artem Poljarus, calciatore ucraino
- 5 luglio - Mirna Radulović, cantautrice serba
- 5 luglio - Susana Santos, mezzofondista e maratoneta portoghese
- 5 luglio - Srđan Vuksanović, pallanuotista serbo
- 6 luglio - Abdelaziz Ben Ammar, judoka tunisino
- 6 luglio - Ahmed Dudarov, lottatore tedesco
- 6 luglio - Romeo Fernandes, calciatore indiano
- 6 luglio - Dominik Furman, calciatore polacco
- 6 luglio - Nino Galović, calciatore croato
- 6 luglio - Peter Glinton, calciatore britannico
- 6 luglio - Han Na-lae, ex tennista sudcoreana
- 6 luglio - Trey Hopkins, giocatore di football americano statunitense
- 6 luglio - Mohamed Awad, calciatore egiziano
- 6 luglio - Beata Kollmats, calciatrice svedese
- 6 luglio - Liang Wenhao, pattinatore di short track cinese
- 6 luglio - Django Lovett, altista canadese
- 6 luglio - Manny Machado, giocatore di baseball statunitense
- 6 luglio - Alfredo Francisco Martins, calciatore brasiliano
- 6 luglio - Rigoberto Mendoza, cestista dominicano
- 6 luglio - Cecilio Morales, giocatore di calcio a 5 spagnolo
- 6 luglio - Milena Nikolić, calciatrice bosniaca
- 6 luglio - Mario Pineida, calciatore ecuadoriano
- 6 luglio - Oliver Podhorín, calciatore slovacco
- 6 luglio - Joe Shaughnessy, calciatore irlandese
- 6 luglio - Rico Strieder, calciatore tedesco
- 6 luglio - Daniel Villalva, calciatore argentino
- 6 luglio - Uroš Vitas, calciatore serbo
- 6 luglio - Desi Washington, cestista statunitense
- 6 luglio - António Xavier, calciatore portoghese
- 7 luglio - Fábio China, calciatore portoghese
- 7 luglio - Víctor Arteaga, cestista spagnolo
- 7 luglio - Grace Brown, ex ciclista su strada australiana
- 7 luglio - Matt Feiler, giocatore di football americano statunitense
- 7 luglio - Cristiano Silva Felício, cestista brasiliano
- 7 luglio - Toni Garrn, supermodella tedesca
- 7 luglio - Pablo González, calciatore messicano
- 7 luglio - José Izquierdo, ex calciatore colombiano
- 7 luglio - Mirion Malle, fumettista, illustratrice e scrittrice francese
- 7 luglio - Cassius Marsh, giocatore di football americano statunitense
- 7 luglio - Adrián Emmanuel Martínez, calciatore argentino
- 7 luglio - Kirk Millar, calciatore nordirlandese
- 7 luglio - Oriol Rosell, calciatore spagnolo
- 7 luglio - Sangoné Sarr, calciatore senegalese
- 7 luglio - Kenneth To, nuotatore australiano († 2019)
- 8 luglio - Jorge Arcas, ciclista su strada spagnolo
- 8 luglio - Ruslan Babenko, calciatore ucraino
- 8 luglio - Vic Beasley, giocatore di football americano statunitense
- 8 luglio - Francisco Calvo, calciatore costaricano
- 8 luglio - Adriano Belmiro Duarte Nicolau, calciatore angolano
- 8 luglio - Jasmin Duehring, ex pistard e ciclista su strada tedesca
- 8 luglio - Sky Ferreira, cantautrice, modella e attrice statunitense
- 8 luglio - Hallur Hansson, calciatore faroese
- 8 luglio - Jambul Jighauri, calciatore georgiano
- 8 luglio - James Lowe, rugbista a 15 neozelandese
- 8 luglio - Sandi Morris, astista statunitense
- 8 luglio - Norman Nato, pilota automobilistico francese
- 8 luglio - Ivan Ordec', calciatore ucraino
- 8 luglio - Caleb Plant, pugile statunitense
- 8 luglio - Son Heung-min, calciatore sudcoreano
- 8 luglio - Eva Vital, ostacolista portoghese
- 8 luglio - Sahil Suhaimi, calciatore singaporiano
- 8 luglio - Reginaldo Manoel da Silva Junior, calciatore brasiliano
- 9 luglio - Lolita Ananasova, nuotatrice artistica ucraina
- 9 luglio - Douglas Booth, attore e modello britannico
- 9 luglio - Juan Bustos, ex calciatore costaricano
- 9 luglio - Benazir Charles, modella olandese
- 9 luglio - Andrew Everett, wrestler statunitense
- 9 luglio - Sidimar, calciatore brasiliano
- 9 luglio - Matteo Ferro, rugbista a 15 italiano
- 9 luglio - Daniël de Jong, pilota automobilistico olandese
- 9 luglio - Adrián Jusino, calciatore boliviano
- 9 luglio - Toni Katić, cestista croato
- 9 luglio - Lea, cantante tedesca
- 9 luglio - Adrián Martín, pilota motociclistico spagnolo
- 9 luglio - Yvette Monreal, attrice statunitense
- 9 luglio - Tyler Olander, ex cestista statunitense
- 9 luglio - Jeremy Pope, attore, cantante e ballerino statunitense
- 9 luglio - Margaret Satupai, ex pesista, discobola e martellista samoana
- 9 luglio - Kristina Vaculik, ex ginnasta canadese
- 9 luglio - Borja Valle, calciatore spagnolo
- 10 luglio - David Andrews, ex giocatore di football americano statunitense
- 10 luglio - Jonas Bloquet, attore belga
- 10 luglio - Richard Boateng, ex calciatore ghanese
- 10 luglio - Frank Chamizo, lottatore cubano
- 10 luglio - Bladimir Díaz, calciatore colombiano
- 10 luglio - A.J. English, cestista statunitense
- 10 luglio - Konekham Inthammavong, ex calciatore laotiano
- 10 luglio - Storm Johnson, giocatore di football americano statunitense
- 10 luglio - Pavel Karasëv, calciatore russo
- 10 luglio - Radzik Kulijeŭ, lottatore bielorusso
- 10 luglio - Marek Kysela, calciatore ceco
- 10 luglio - Clara Luciani, cantautrice francese
- 10 luglio - Clarck N'Sikulu, calciatore francese
- 10 luglio - Robart Page, pallavolista statunitense
- 10 luglio - Hatik, rapper, cantante e attore francese
- 10 luglio - Tum Saray, calciatore cambogiano
- 10 luglio - Richard Schmidt, schermidore tedesco
- 11 luglio - Assunta Canfora, pugile italiana
- 11 luglio - Karise Eden, cantante australiana
- 11 luglio - Mohamed Elneny, calciatore egiziano
- 11 luglio - Carolyn Genzkow, attrice tedesca
- 11 luglio - Alexandre Henrard, pentatleta francese
- 11 luglio - Maycon de Jesús Santana, calciatore brasiliano
- 11 luglio - Lucas Menossi, calciatore argentino
- 11 luglio - Petr Vakoč, ex ciclista su strada ceco
- 11 luglio - Devondrick Walker, cestista statunitense
- 11 luglio - Sonny Weishaupt, ex giocatore di football americano tedesco
- 11 luglio - Cody Whitehair, giocatore di football americano statunitense
- 12 luglio - Brent Arrington, ex cestista statunitense
- 12 luglio - Camilla Batini, schermitrice italiana
- 12 luglio - Bartosz Bereszyński, calciatore polacco
- 12 luglio - Luke Berry, calciatore inglese
- 12 luglio - Salif Cissé, calciatore francese
- 12 luglio - Gabriel Girotto Franco, calciatore brasiliano
- 12 luglio - Eirik Holmen Johansen, calciatore norvegese
- 12 luglio - Jang Dong-yoon, attore sudcoreano
- 12 luglio - Jonathan Jiménez, calciatore salvadoregno
- 12 luglio - Dauren Kurugliev, artista marziale misto e lottatore russo
- 12 luglio - Ross Laidlaw, calciatore scozzese
- 12 luglio - Murilo Machado Silva, giocatore di football americano brasiliano
- 12 luglio - Alessandro Martire, pianista e compositore italiano
- 12 luglio - Kévin Menaldo, astista francese
- 12 luglio - Larrissa Miller, ginnasta australiana
- 12 luglio - Feiz Shamsin, ex calciatore libanese
- 12 luglio - Pёtr Ten, calciatore russo
- 12 luglio - Simone Verdi, calciatore italiano
- 12 luglio - Albert Wilson, giocatore di football americano statunitense
- 12 luglio - Woo Do-hwan, attore sudcoreano
- 13 luglio - Flavius Croitoru, calciatore rumeno
- 13 luglio - Martin Fuchs, cavaliere svizzero
- 13 luglio - Sacred Riana, illusionista indonesiana
- 13 luglio - Ahney Her, attrice statunitense
- 13 luglio - Julie Leth, ex ciclista su strada e ex pistard danese
- 13 luglio - Vincenzo Milucci, giocatore di calcio a 5 italiano
- 13 luglio - Airinė Palšytė, altista lituana
- 13 luglio - Dylan Patton, attore e ex modello statunitense
- 13 luglio - Rich the Kid, rapper statunitense
- 13 luglio - Anthony Sadler, attore e scrittore statunitense
- 13 luglio - Odyssey Sims, cestista statunitense
- 13 luglio - Rafael Gladiador, ex calciatore brasiliano
- 13 luglio - Jacqueline Wiles, sciatrice alpina statunitense
- 14 luglio - Joaquim Adão, ex calciatore angolano
- 14 luglio - Bryan Anastatia, calciatore olandese
- 14 luglio - Bryce Bennett, sciatore alpino statunitense
- 14 luglio - Malik Blumenthal, attore tedesco
- 14 luglio - Brytiago, cantautore e cantante portoricano
- 14 luglio - Billy Joe Castle, giocatore di snooker inglese
- 14 luglio - Ibrahim Djambo, cestista maliano
- 14 luglio - Lazar Đorđević, calciatore serbo
- 14 luglio - Kevin Dodd, giocatore di football americano statunitense
- 14 luglio - Markeisha Gatling, cestista statunitense
- 14 luglio - Hunter Henry, giocatore di football americano statunitense
- 14 luglio - Jonas Hofmann, calciatore tedesco
- 14 luglio - Oscar Lewicki, calciatore svedese
- 14 luglio - Ignazio Moser, personaggio televisivo, ex ciclista su strada e pistard italiano
- 14 luglio - Keijirō Ogawa, calciatore giapponese
- 14 luglio - Matteo Pedron, pallavolista italiano
- 14 luglio - Marshall Plumlee, ex cestista statunitense
- 14 luglio - Rayvonte Rice, cestista statunitense
- 14 luglio - Miki Servera, cestista spagnolo
- 14 luglio - Lilla Sipos, calciatrice ungherese
- 14 luglio - Mente Fuerte, rapper greco
- 15 luglio - Seiya Andō, cestista giapponese
- 15 luglio - Brandon Beresford, ex calciatore guyanese
- 15 luglio - Elena Berta, velista italiana
- 15 luglio - Petr Buchta, calciatore ceco
- 15 luglio - Cordell Cato, ex calciatore trinidadiano
- 15 luglio - Çağla Demir, attrice turca
- 15 luglio - Mirko Felicetti, snowboarder italiano
- 15 luglio - Mindaugas Grigaravičius, ex calciatore lituano
- 15 luglio - Sara Klisura, pallavolista serba
- 15 luglio - Koharu Kusumi, cantante, attrice e modella giapponese
- 15 luglio - Vald, rapper francese
- 15 luglio - Lukas Løkken, attore danese
- 15 luglio - Kristijan Miljević, calciatore svedese
- 15 luglio - Khalil Khamis, calciatore emiratino
- 15 luglio - Yoshinori Mutō, calciatore giapponese
- 15 luglio - Hiroki Ono, pilota motociclistico giapponese
- 15 luglio - Matej Poplatnik, calciatore sloveno
- 15 luglio - Medalion Rahimi, attrice statunitense
- 15 luglio - Rafael Reis, ciclista su strada portoghese
- 15 luglio - Porter Robinson, disc jockey, produttore discografico e cantautore statunitense
- 15 luglio - Quinten Rollins, giocatore di football americano statunitense
- 15 luglio - Onīsiforos Rousias, calciatore cipriota
- 15 luglio - Noppon Saengkham, giocatore di snooker thailandese
- 15 luglio - Strahinja Stojačić, cestista serbo
- 15 luglio - Vaishali Takkar, attrice indiana († 2022)
- 15 luglio - Lauren Wicinski, ex pallavolista statunitense
- 15 luglio - Wayde van Niekerk, velocista sudafricano
- 15 luglio - Milen Želev, calciatore bulgaro
- 16 luglio - Flaminia Avola, ex pallanuotista italiana
- 16 luglio - Hattan Bahebri, calciatore saudita
- 16 luglio - Guzior, rapper polacco
- 16 luglio - Luca Chirico, ex ciclista su strada italiano
- 16 luglio - Erin Doherty, attrice britannica
- 16 luglio - Mostro, rapper italiano
- 16 luglio - Richard Franco, calciatore paraguaiano
- 16 luglio - Robin Geueke, slittinista tedesco
- 16 luglio - Philip Hertz, ex cestista danese
- 16 luglio - Jordan Matthews, giocatore di football americano statunitense
- 16 luglio - Yousef Ramadan, calciatore egiziano
- 16 luglio - Sun Mengran, cestista cinese
- 16 luglio - Ali Tneich, calciatore libanese
- 16 luglio - Jarosław Zyskowski, cestista polacco
- 16 luglio - Doğan Şenli, cestista turco
- 17 luglio - Sayed Dhiya, calciatore bahreinita
- 17 luglio - Houleye Ba, velocista e mezzofondista mauritana
- 17 luglio - Nick Bjugstad, hockeista su ghiaccio statunitense
- 17 luglio - Vander Blue, cestista statunitense
- 17 luglio - Igor Bubnjić, allenatore di calcio e ex calciatore croato
- 17 luglio - Harrison Chad, attore e doppiatore statunitense
- 17 luglio - Adam Davies, calciatore gallese
- 17 luglio - Konrad Forenc, calciatore polacco
- 17 luglio - Billie Lourd, attrice statunitense
- 17 luglio - Goderdzi Machaidze, calciatore georgiano
- 17 luglio - Mehdy Metella, nuotatore francese
- 17 luglio - Anthony Odunsi, ex cestista statunitense
- 17 luglio - Jason Pagara, pugile filippino
- 17 luglio - Sverre Lunde Pedersen, pattinatore di velocità su ghiaccio norvegese
- 17 luglio - Albert Rop, mezzofondista keniota
- 18 luglio - Thanasīs Antetokounmpo, cestista greco
- 18 luglio - Rafael Carioca, calciatore brasiliano
- 18 luglio - Ivana Luković, pallavolista serba
- 18 luglio - Bishop Briggs, musicista e cantautrice britannica
- 18 luglio - Christopher Missilou, ex calciatore francese
- 18 luglio - Tanes Ongjunta, pugile thailandese
- 18 luglio - Abdoulaye Sissoko, calciatore maliano
- 18 luglio - Weerasinghe Sujan Perera, calciatore singalese
- 18 luglio - Mehdi Taremi, calciatore iraniano
- 18 luglio - Himson Teleda, ex calciatore salomonese
- 18 luglio - Chris Udofia, ex cestista statunitense
- 19 luglio - Emma Dahlström, ex sciatrice freestyle svedese
- 19 luglio - Aaryn Ellenberg, cestista statunitense
- 19 luglio - George Fant, giocatore di football americano statunitense
- 19 luglio - Marion Grice, giocatore di football americano statunitense
- 19 luglio - Michael Hector, calciatore giamaicano
- 19 luglio - T.J. Jones, giocatore di football americano canadese
- 19 luglio - Luciano Nequecaur, calciatore argentino
- 19 luglio - Artur Novotrjasov, calciatore ucraino
- 19 luglio - Robyn Parks, cestista statunitense
- 19 luglio - Odain Rose, velocista svedese
- 19 luglio - Kenny Teijsse, calciatore olandese
- 19 luglio - Markus Wostry, calciatore austriaco
- 20 luglio - José Erick Correa, calciatore colombiano
- 20 luglio - Matteo Fedele, calciatore svizzero
- 20 luglio - Paige Hurd, attrice statunitense
- 20 luglio - Adam Jánoš, calciatore ceco
- 20 luglio - Ljudmyla Kičenok, tennista ucraina
- 20 luglio - Nadežda Kičenok, tennista ucraina
- 20 luglio - Reinaldo Lenis, calciatore colombiano
- 20 luglio - Noh Jin-kyu, pattinatore di short track sudcoreano († 2016)
- 20 luglio - Nixon Darlanio Reis Cardoso, calciatore brasiliano
- 20 luglio - Jordan Rodrigues, attore, cantante e ballerino australiano
- 20 luglio - Jon Taylor, calciatore inglese
- 21 luglio - Siëvuš Asrorov, calciatore tagiko
- 21 luglio - Nick Bakker, ex calciatore olandese
- 21 luglio - Jessica Barden, attrice britannica
- 21 luglio - Julia Beljajeva, schermitrice estone
- 21 luglio - Giovanni De Gennaro, canoista italiano
- 21 luglio - Henri Eninful, calciatore togolese
- 21 luglio - Chloe Ferrari, pallavolista statunitense
- 21 luglio - Fadane Hamadi, ostacolista e triplista comoriano
- 21 luglio - Edijs Joksts, ex calciatore lettone
- 21 luglio - Kyriakos Kivrakidīs, calciatore greco
- 21 luglio - Katherine Lange, pallavolista statunitense
- 21 luglio - Umberto Marengo, ciclista su strada e mountain biker italiano
- 21 luglio - Víctor Mongil, calciatore spagnolo
- 21 luglio - Adolphus Nagbe, calciatore liberiano
- 21 luglio - Charlotte de Witte, disc-jockey e produttrice discografica belga
- 21 luglio - Burak Çelik, attore e modello turco
- 21 luglio - Marek Šindler, canoista ceco
- 22 luglio - Tala Abujbara, canottiera qatariota
- 22 luglio - Dane Bird-Smith, marciatore australiano
- 22 luglio - Rodrigo Cabalucci, calciatore argentino
- 22 luglio - Afia Charles, velocista antiguo-barbudana
- 22 luglio - Ibrahima Dabo, calciatore malgascio
- 22 luglio - Quinton Dunbar, ex giocatore di football americano statunitense
- 22 luglio - Federico Fattori, calciatore argentino
- 22 luglio - Selena Gomez, attrice, cantante e imprenditrice statunitense
- 22 luglio - Lucas Alves de Araújo, calciatore brasiliano
- 22 luglio - Franco Platero, hockeista su pista argentino
- 22 luglio - Paolo Rozzio, calciatore italiano
- 22 luglio - Jannik Schümann, attore tedesco
- 22 luglio - Cavid Tağıyev, calciatore azero
- 22 luglio - Axel Toupane, cestista francese
- 22 luglio - Korrin Wild, pallavolista statunitense
- 23 luglio - Manu Balda, calciatore ecuadoriano
- 23 luglio - Alec Brown, cestista statunitense
- 23 luglio - Jhon Cifuente, calciatore ecuadoriano
- 23 luglio - Tosin Cole, attore britannico
- 23 luglio - Cristiana De Filippis, matematica italiana
- 23 luglio - Branden Frazier, cestista statunitense
- 23 luglio - Francesco Gabriele Frola, ballerino italiano
- 23 luglio - Danny Ings, calciatore inglese
- 23 luglio - Luky James, calciatore nigerino
- 23 luglio - Karolina Karasiewicz, pistard e ciclista su strada polacca
- 23 luglio - Mario Karelly, ex sciatore alpino austriaco
- 23 luglio - Britne Oldford, attrice canadese
- 23 luglio - Morena Spanu, calciatrice italiana
- 23 luglio - Erwin Junior Sánchez, calciatore boliviano
- 23 luglio - Seta Tamanivalu, rugbista a 15 figiano
- 23 luglio - Peter Tschernegg, calciatore austriaco
- 24 luglio - Mustafa Azadzoy, calciatore afghano
- 24 luglio - Thomas Barr, ostacolista irlandese
- 24 luglio - Rebecca Bühler, ex sciatrice alpina liechtensteinese
- 24 luglio - Mitch Grassi, cantante statunitense
- 24 luglio - Sindre Henriksen, pattinatore di velocità su ghiaccio norvegese
- 24 luglio - Kristijan Kahlina, calciatore croato
- 24 luglio - Hau'oli Kikaha, ex giocatore di football americano statunitense
- 24 luglio - Mikaël Kingsbury, sciatore freestyle canadese
- 24 luglio - Shaun Kirkham, canottiere neozelandese
- 24 luglio - Aurel Manga, ostacolista francese
- 24 luglio - Rhys McCabe, calciatore scozzese
- 24 luglio - Fábio Nunes, calciatore portoghese
- 24 luglio - Teemu Penninkangas, calciatore finlandese
- 24 luglio - Massimo Pignataro, giocatore di football americano francese
- 24 luglio - Alejandra Quereda, ginnasta spagnola
- 24 luglio - Léo Westermann, cestista francese
- 24 luglio - Dionatan Teixeira, calciatore brasiliano († 2017)
- 25 luglio - Ivan Blažević, calciatore croato
- 25 luglio - Jillian Clare, attrice e cantante statunitense
- 25 luglio - Milton Céliz, calciatore argentino
- 25 luglio - Didier Delgado, calciatore colombiano
- 25 luglio - Laurent Dubreuil, pattinatore di velocità su ghiaccio canadese
- 25 luglio - Ziri Hammar, calciatore algerino
- 25 luglio - Markus Henriksen, ex calciatore norvegese
- 25 luglio - Žan Majer, calciatore sloveno
- 25 luglio - Hamza Mathlouthi, calciatore tunisino
- 25 luglio - Giovanni Pini, cestista italiano
- 25 luglio - Duda Sanadze, cestista georgiano
- 25 luglio - Ayumi Uekusa, karateka giapponese
- 25 luglio - Trae Waynes, giocatore di football americano statunitense
- 25 luglio - Zé Uilton, calciatore brasiliano
- 26 luglio - João Amorim, calciatore portoghese
- 26 luglio - Omar Bogle, calciatore inglese
- 26 luglio - Elena Gabrieli, pallavolista italiana
- 26 luglio - Francesco Grandolfo, calciatore italiano
- 26 luglio - Kamal Ibrahim, calciatore australiano
- 26 luglio - Marika Koroibete, ex rugbista a 13 e rugbista a 15 figiano
- 26 luglio - Walt Lemon, cestista statunitense
- 26 luglio - Jérémy Manière, ex calciatore svizzero
- 26 luglio - Lucas Nogueira, ex cestista brasiliano
- 26 luglio - Leonard Scheicher, attore tedesco
- 26 luglio - João Souto, hockeista su pista portoghese
- 26 luglio - Lars Volden, hockeista su ghiaccio norvegese
- 27 luglio - Ramón Arias, calciatore uruguaiano
- 27 luglio - Thomas Bradshaw, calciatore inglese
- 27 luglio - Lucia Cammarano, rugbista a 15 italiana
- 27 luglio - Sadio Doucouré, cestista francese
- 27 luglio - Fabian Eberle, calciatore liechtensteinese
- 27 luglio - Marcel Heister, calciatore tedesco
- 27 luglio - Yūji Hoshi, calciatore giapponese
- 27 luglio - Axel Julien, cestista francese
- 27 luglio - Tory Lanez, rapper e cantautore canadese
- 27 luglio - Mitchel Megginson, calciatore scozzese
- 27 luglio - Teruhito Nakagawa, calciatore giapponese
- 27 luglio - Daniel Pedersen, calciatore danese
- 27 luglio - Facundo Peraza, calciatore uruguaiano
- 27 luglio - Joshua Risdon, calciatore australiano
- 27 luglio - Davi Rossetto, cestista brasiliano
- 27 luglio - Hanae Shibata, calciatrice giapponese
- 27 luglio - Naïm Sliti, calciatore tunisino
- 27 luglio - V.P. Suhair, calciatore indiano
- 28 luglio - Domenic Alberga, hockeista su ghiaccio canadese
- 28 luglio - Stephone Anthony, giocatore di football americano statunitense
- 28 luglio - Ekaterina Baturina, slittinista russa
- 28 luglio - Spencer Boldman, attore statunitense
- 28 luglio - Juan Cruz, calciatore spagnolo
- 28 luglio - Srđan Dimitrov, calciatore serbo
- 28 luglio - Frederik Frison, ciclista su strada belga
- 28 luglio - Shikin Gomez, modella malese
- 28 luglio - Viktōr Klōnaridīs, calciatore belga
- 28 luglio - Misato Komatsubara, danzatrice su ghiaccio giapponese
- 28 luglio - Kevin Olekaibe, ex cestista statunitense
- 28 luglio - Sabine Schöffmann, snowboarder austriaca
- 28 luglio - Bailey Wright, calciatore australiano
- 29 luglio - Gil Alcalá, calciatore messicano
- 29 luglio - Ferdinando Apap, calciatore maltese
- 29 luglio - Ophélie Bau, attrice francese
- 29 luglio - Patrick Bezerra do Nascimento, calciatore brasiliano
- 29 luglio - Jack Conan, rugbista a 15 irlandese
- 29 luglio - Daniil Cyplakov, altista russo
- 29 luglio - Kian Emadi, pistard britannico
- 29 luglio - Nikão, calciatore brasiliano
- 29 luglio - Jon Guthrie, calciatore inglese
- 29 luglio - Souleymane Karamoko, calciatore mauritano
- 29 luglio - Paul-Georges Ntep, ex calciatore camerunese
- 29 luglio - Djibril Sidibé, calciatore francese
- 29 luglio - Jessy Trémoulière, rugbista a 15 francese
- 30 luglio - Greta Adami, calciatrice italiana
- 30 luglio - Matteo Badilatti, ciclista su strada svizzero
- 30 luglio - Adam Barwood, ex sciatore alpino neozelandese
- 30 luglio - Fabiano Caruana, scacchista italiano
- 30 luglio - Hannah Cockroft, atleta paralimpica britannica
- 30 luglio - Terrence Drisdom, cestista statunitense
- 30 luglio - Kyle Godwin, rugbista a 15 australiano
- 30 luglio - Rafael Henmi, giocatore di calcio a 5 brasiliano
- 30 luglio - Anaso Jobodwana, velocista sudafricano
- 30 luglio - Shūto Kojima, calciatore giapponese
- 30 luglio - Alex Lahey, cantautrice e polistrumentista australiana
- 30 luglio - Radomir Milosavljević, calciatore serbo
- 30 luglio - Luis Peralta, calciatore colombiano
- 30 luglio - Julia Ragnarsson, attrice svedese
- 30 luglio - Raheem Robinson, calciatore britannico
- 30 luglio - Maoni Talia, pallavolista francese
- 30 luglio - Kevin Volland, calciatore tedesco
- 31 luglio - Saeid Abbasi, giocatore di calcio a 5 iraniano
- 31 luglio - Chiara Barcella, calciatrice italiana
- 31 luglio - Maurice Deville, calciatore lussemburghese
- 31 luglio - Danijel Furtula, discobolo e pesista montenegrino
- 31 luglio - Jann George, calciatore tedesco
- 31 luglio - Maria Clara Giai Pron, canoista italiana
- 31 luglio - Christopher Grotheer, skeletonista tedesco
- 31 luglio - Katharina Haecker, judoka australiana
- 31 luglio - Dmitrijs Hmizs, ex calciatore lettone
- 31 luglio - Kyle Larson, pilota automobilistico statunitense
- 31 luglio - Andrea Lattanzi, attore e musicista italiano
- 31 luglio - Enora Latuillière, biatleta e fondista francese
- 31 luglio - Eric Mochalski, pallavolista statunitense
- 31 luglio - Lizzy, cantante e attrice sudcoreana